# Посёлок совхоза «Мамадышский»
Посёлок совхоза «Мамадышский» — населённый пункт в Мамадышском районе Татарстана Российской Федерации. 
Административный центр Красногорского сельского поселения.

## География
Находится в центральной части Татарстана, у западной границы районного центра города Мамадыш.

## История
Основан в 1927 году как посёлок совхоза «Агробаза».

## Население
| 2002 | 2010  | 2021  |
| ---- | ----- | ----- |
| 2015 | ↘1998 | ↗3070 |

Постоянных жителей было: в 1938 году — 438 человек, в 1949 году — 392 человек, в 1958 году — 495 человек, в 1970 году — 781 человек, в 1979 году — 1018 человек, в 1989 году — 1428 человек, в 2002 году — 2015  человек (из них татары —75 %), в 2010 году — 1998 человек.